# Nikita Bellucci
Ne doit pas être confondu avec Niki Belucci.
Pour les articles homonymes, voir Bellucci.
Nikita Bellucci, née le 6 novembre 1989 à Pau (Pyrénées-Atlantiques), est une actrice et réalisatrice pornographique française.
Elle commence sa carrière en 2011 jusqu'à provisoirement prendre sa retraite en 2016. Elle réintègrera l'industrie en 2019 de façon indépendante. Elle s’est notamment illustrée dans la lutte contre le harcèlement dont elle a été victime après sa première retraite.

## Biographie

### Jeunesse et vie avant le porno
Fille d'une boulangère, elle grandit à Mourenx, dans les Pyrénées-Atlantiques, où elle passe les dix premières années de sa vie. Après le divorce de ses parents, elle quitte le Béarn pour aménager en banlieue Parisienne puis dans le 6e arrondissement de Paris. Durant sa scolarité, elle fréquente le collège-lycée Montaigne. Après avoir passé un CAP en restauration collective, elle part s’installer à Dreux où elle exerce le métier de serveuse,.

### Carrière

#### 2011-2016

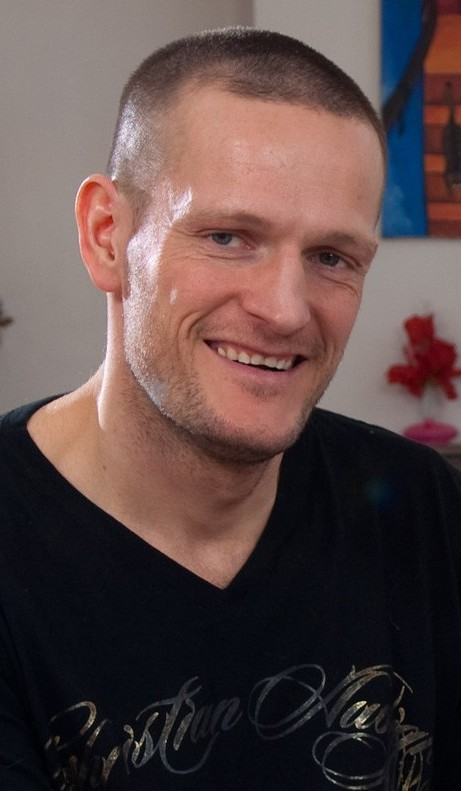
Ian Scott, l’acteur porno que Nikita Bellucci contacta pour la première fois.

Consommatrice régulière de porno, elle explique dans une interview avoir « flashé » sur l’acteur Ian Scott. Elle le contacte via le réseau social Facebook et le rencontre après l'échange de quelques messages. Elle explique aussi ne jamais avoir été dans l’optique de devenir actrice porno à ce moment-là et que cette prise de contact a été faite dans l’unique but d’assouvir son fantasme de coucher avec un acteur pornographique,. À la suite de cette rencontre, elle décide finalement de se lancer dans l'industrie en 2011,.
Son pseudonyme fait référence, pour le nom de famille, aux origines italiennes de sa famille maternelle et pour le prénom à l'héroïne du film Nikita. Elle rencontre l’acteur pornographique Phil Holliday par l’intermédiaire de Ian Scott qui l’oriente vers le réalisateur multi-récompensé et référence dans le milieu, John B. Root. Ce dernier lui offre l’opportunité de tourner sa première scène X pour Explicite-Art, une société de production de films pornographiques appartenant à John B. Root.
Rapidement repérée par les professionnels, Hot Vidéo lui propose alors de les suivre à l’édition 2013 du salon AVN Adult Entertainement Expo (AEE), un salon professionnel consacré à l’industrie pornographique qui a lieu tous les ans au mois de janvier à Las Vegas en marge de la cérémonie de remise de récompense des AVN Awards. À ce moment-là, il n’était pas prévu qu’elle reste pour tourner, mais cela s’est finalement décidé sur place. Elle assiste également à la 30e cérémonie des AVN Awards, faisant même partie des interprètes qui défilent sur le tapis rouge. Dans la foulée, elle part à Los Angeles, capitale mondiale de la pornographie,.
Nikita Bellucci reste en tout trois mois aux États-Unis. À l’occasion de ce séjour, elle rencontre lors d’une séance photo le célèbre agent d’actrices X Mark Spiegler avec qui elle travaille pendant ces trois mois. Travaillant aussi pour le studio Kink, elle tourne dans plusieurs scènes. Elle a également tourné avec l’acteur James Deen et l’acteur français établi en Californie Manuel Ferrara. Elle a également l’occasion de travailler avec les actrices Skin Diamond, Asa Akira, futur AVN interprète féminine de l’année (2013) , Bonnie Rotten et Riley Reid.
À son retour des États-Unis, elle signe un contrat d'exclusivité avec Hot Vidéo et participe également à la communication du magazine. Elle apparaîtra notamment en une du magazine lors des numéros 266 (novembre 2013), 272 (mars 2014), 275 (juin 2014) et 297 (juin 2016).

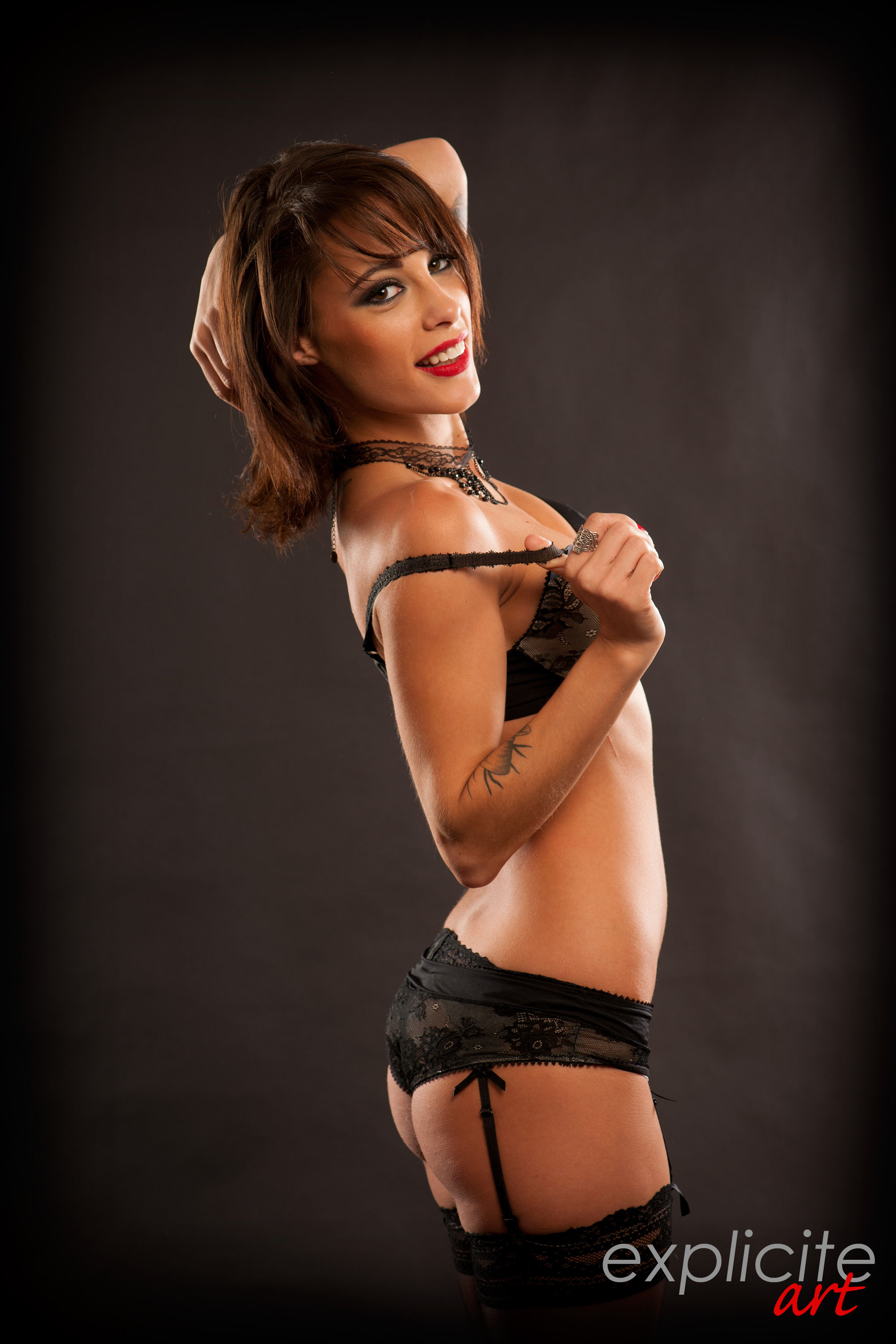
Nikita Bellucci posant pour Explicite Art.

Nikita Bellucci tourne à plusieurs reprises aux États-Unis et sa cote de popularité en Amérique du Nord explose. En 2014, elle obtient ses premières nominations au AVN Awards où elle sera nommée pour le prix de la Performeuse étrangère de l’année (Female Foreign Performer of the Year) et pour le prix de la meilleure scène de sexe en double pénétration,. Elle est de nouveau nommée aux AVN Awards 2016 dans la catégorie Meilleure scène de sexe dans une production étrangère.
En 2017, lors de la 34e cérémonie des AVN Awards, elle remporte l’AVN Award de la meilleure scène de sexe dans une production étrangère avec Misha Cross dans Hard In Love de John Stagliano. C'est également cette même année qu'elle remporte pour la première fois le prix de l'Interprète féminine étrangère de l'année (Foreign female performer of the year), équivalent du prix AVN aux XBIZ Awards qui récompense la meilleure interprète de l'année hors États-Unis. Elle réitère cette performance l'année suivante, en 2018, en remportant une deuxième fois consécutive le prix.
Nikita Bellucci a travaillé avec de nombreux studios célèbres dont : Dorcel, Evil Angel, Brazzers, Reality Kings, Kink, Digital Playground, Mofos, Wicked Pictures, Jules Jordan.[réf. nécessaire]
En août 2016, elle indique mettre un terme à sa carrière d'actrice après six ans d’activité ,. Elle témoigne à cette époque dans une interview de la difficulté d'être respectée humainement lorsqu'une femme choisit indépendamment un choix de vie différent de la normale.

#### 2019 à aujourd'hui
Après trois ans de pause, elle reprend fin 2019 sa carrière dans le porno en se consacrant exclusivement à la production de son propre contenu où elle décide elle-même du casting et des lieux de tournages, entre autres,. Elle crée et revendique un « porno éthique », mettant l'accent sur le consentement, le bien-être des acteurs, ainsi que la rémunération équitable.
Sur les raisons de son retour, dans un sujet de l'émission Le Journal du hard qui traite de son retour dans l'industrie, elle explique qu'avoir quitté ce milieu lui avait laissé un « goût d'inachevé ». Étant elle-même une consommatrice de vidéos pornos, elle constate sur certaines vidéos que certains soucis du détail ne sont pas appliqués selon elle. Désireuse d'appliquer cette exigence qu'elle partage avec son conjoint, qui est lui-même caméraman, ils décidèrent de revenir ensemble dans l'industrie.
En décembre 2019, elle se classe deuxième des actrices pornographiques les plus vues sur le site porno Pornhub, devançant Clara Morgane.
Le 5 septembre 2024, elle remporte l'XBIZ Award de la meilleure actrice pour son rôle dans Hors Cadre au XBIZ Europa Awards, la version européenne des XBIZ Awards,. Le film, produit par son propre studio et réalisé par son mari Ludovic Dekan, s'inspire de la véritable histoire de Nikita Bellucci en racontant ses difficultés à se reconvertir après sa première retraite dans le X en 2016, du cyber-harcèlement qu'elle a subi et des préjugés qu'elle a dû affronter. Avec ce film, Nikita Bellucci et Ludovic Dekan souhaitent mettre la société face à ses contradictions et à interpeller sur la réprobation sociale que subissent les acteurs.

##### Ouverture d'un club libertin
- Si vous ne connaissez pas le sujet, laissez ce bandeau (vous pouvez alors contacter les auteurs).
- Si vous supprimez le contenu mis en cause (vous pouvez préalablement contacter les auteurs),

argumentez précisément cette suppression dans la page de discussion
(un manque de référence n'est pas un argument ; une recherche réelle de référence doit avoir été effectuée, être formellement documentée).
En 2021, avec son mari Ludovic Dekan, ils acquièrent le RDV CLUB, un établissement libertin historique à Rouen. L’idée de ce projet est de proposer un établissement exclusivement réservé aux couples et trios formés qui, avant d'être libertin, est d'abord un espace dédié aux amoureux/amoureuses et où le consentement et le respect sont au cœur des attentions. À l’origine, c’est en cherchant un décor pour accueillir leurs tournages que Nikita Bellucci et Ludovic Dekan ont découvert le RDV CLUB. Ils sont tombés sous le charme de ce lieu d’environ cent mètres carrés comprenant également un sous-sol aux caves voûtées. Ils y ont tourné plusieurs scènes pour le contenu qu'elle met en ligne sur ses plateformes et pour les films qu'ils produisent et diffusent sur Canal+.
Après d'importants travaux, le club ouvre le 5 février 2022,,.

## Empreinte dans l'industrie et style
Nikita Bellucci s'est imposée comme une figure emblématique de l'industrie pornographique, non seulement pour son talent devant la caméra, mais aussi pour son approche unique et son engagement envers une vision plus éthique de la pornographie. Elle est également réputée pour sa capacité à performer dans des scènes intenses et réalistes, avec une approche qui contraste parfois avec les stéréotypes classiques associés aux films pour adultes. Dès ses débuts, elle se distingue par son authenticité et son charisme, captivant les spectateurs avec une sensualité brute et une performance émotive qui transparaît dans ses scènes. Son style se caractérise par une grande attention au détail, une recherche constante de la qualité et du respect des acteurs avec lesquels elle travaille. Elle a ainsi contribué à élargir les horizons de la pornographie en mettant l'accent sur des productions où le consentement, le bien-être des participants et leur rémunération équitable sont des priorités,.
Elle a été régulièrement mise en avant dans des projets cherchant à promouvoir la diversité des regards sur la sexualité. Un exemple notable de cet engagement est sa participation au Porn Is Also Made By Women festival organisé par Dorcel, qui met en lumière des réalisatrices et productrices de films pour adultes. À cette occasion, le film Never Without You, réalisé par Nikita Bellucci, a été mis en avant dans le cadre du festival, soulignant l’importance de la perspective féminine dans l’industrie,. Ce film est considéré comme un exemple de sa capacité à offrir un regard personnel et réfléchi sur les relations humaines et la sexualité, loin des clichés masculins traditionnels.
Sa reconnaissance dans le milieu s'est rapidement traduite par de nombreuses nominations et récompenses, notamment aux AVN Awards et XBIZ Awards, preuve de l'impact qu'elle a eu sur l'industrie. De plus, son retour en 2019, après une pause, marque une nouvelle ère dans sa carrière, où elle s'engage activement dans la production de son propre contenu, réalisant des films qui prônent un porno éthique et respectueux. Ce retour a renforcé sa position en tant que figure pionnière qui a redéfini les standards de l'industrie tout en mettant en lumière les contradictions sociales auxquelles sont confrontés les acteurs de films pour adultes. Aujourd’hui, Nikita Bellucci est reconnue non seulement pour ses performances exceptionnelles, mais aussi pour sa contribution à un changement culturel dans l’industrie, où elle défend une vision plus humaine et respectueuse de la pornographie,.

## Discrimination, harcèlement et cyber-harcèlement
Depuis le début de sa carrière, Nikita Bellucci n'hésite pas à dénoncer les injustices et les stéréotypes associés à sa profession. En octobre 2015, elle temoigne d’un incident dont elle a été victime avec la compagnie aérienne Transavia. En réponse à une moquerie de la part de la compagnie concernant sa carrière, elle a exprimé son mécontentement sur Twitter, soulignant la stigmatisation qu'elle subit en tant qu'actrice porno, où on lui reproche de ne pas avoir le droit d’avoir une opinion, de partager ses idées ou de cultiver son esprit. Selon elle, ce type d’incident démontre bien l’hostilité à laquelle elle fait face en tant que femme dans l’industrie et comment elle s’élève contre ces discriminations.
Après l’arrêt de sa carrière en août 2016, elle dit avoir commencé une formation "dans le médico-social" afin de se reconvertir. Après avoir découvert son passé d’actrice porno, l’établissement aurait décidé de l’exclure. Elle explique, à l’occasion d’un sujet dans Le Journal du hard, avoir fait appel à des avocats, à la presse et au STRASS (Syndicat du travail sexuel) pour contester cette exclusion. Selon ses dires, elle obtint gain de cause et ainsi, put continuer sa formation et finir par obtenir son diplôme.
En janvier 2018, Nikita Bellucci alerte les médias (d'abord par le biais d'une interview sur Konbini) au sujet des nombreux messages à caractère sexuel qu'elle reçoit sur les réseaux sociaux de la part de mineurs, y compris des enfants de douze ans. Elle souligne le « manque total de prévention et de pédagogie » à l'égard des jeunes adolescents concernant l'accès aux films pornos. À cette occasion, elle dénonce également le harcèlement que subissent les anciennes actrices de X, non seulement sur Internet mais dans la rue. Elle déclare en outre avoir renoncé à son désir d'enfant en raison des manifestations de haine dont elle fait l'objet. Le 28 février, elle est invitée dans Touche pas à mon poste ! pour témoigner de ce qu'elle subit.
Le 31 mars, elle porte plainte pour harcèlement après les nombreuses insultes et menaces dont elle est la cible sur le forum Blabla 18-25 de Jeuxvideo.com. En mai, elle porte de nouveau plainte pour des menaces de mort dont elle a fait l'objet sur différents réseaux sociaux. En mai, l'un de ses harceleurs est condamné à dix-huit mois de prison, dont trois fermes.
En juin 2022, elle prend position en faveur des victimes dans une enquête pour complicité de viols et proxénétisme qui vise Michel Piron, propriétaire du site pornographique Jacquie et Michel, en dénonçant une « logique de prédateurs ». À la suite de ces déclarations, la société Ares, exploitant la marque Jacquie et Michel, assigne Nikita Bellucci et son mari devant le tribunal de commerce de Paris, réclamant 700 000 euros de dommages et intérêts pour des faits qu'elle qualifie de dénigrants. L'audience se tient le 13 novembre 2023 et, le 30 janvier 2024, le tribunal se déclare incompétent, condamnant Ares à verser 10 000 euros au titre de l'article 700. La société fait appel de cette décision, mais la cour d'appel de Paris confirme, le 18 décembre 2024, l'incompétence du tribunal et déboute Ares de l'ensemble de ses demandes, la condamnant à 6 000 euros supplémentaires. Cette décision marque un revers pour Ares, la justice considérant que ses actions visaient à faire taire des témoignages relatifs à des violences sexuelles dans l'industrie pornographique,.

## Engagements
Nikita Bellucci est également reconnue pour son militantisme en faveur d'une pornographie plus éthique, axée sur le respect et la liberté des acteurs du milieu. Elle a participé à des campagnes et initiatives visant à améliorer la situation des travailleurs du sexe et à mettre en lumière les abus souvent cachés de l'industrie. Son engagement a fait d'elle une porte-parole de la #JouirDeMesDroits, une campagne dénonçant les harcèlements et mauvais traitements subis par certaines actrices porno,,.
Elle défend l'idée d'une sexualité libre et affirmée, loin des stéréotypes traditionnels, et lutte contre les abus dans l'industrie. Elle souhaite que le porno se rapproche davantage de la réalité des relations humaines. Nikita Bellucci plaide pour une plus grande diversité dans la représentation des femmes dans les films pornographiques. Elle critique souvent l’image classique de la femme soumise ou stéréotypée dans les productions mainstream et cherche à montrer des femmes fortes, indépendantes et actrices de leur propre plaisir dans ses films. Par conséquent, elle souhaite un porno plus réaliste et moins axé sur les clichés de la domination ou de la soumission. Dans ses œuvres, la représentation du plaisir féminin et de l'autonomie sexuelle est centrale. Dans ses interviews et ses déclarations publiques, Nikita Bellucci a souligné les problèmes de stigmatisation auxquels sont confrontées les actrices porno. Elle milite pour une meilleure reconnaissance de leur travail et pour des conditions de travail plus respectueuses,.

### Réflexion sur l’éducation sexuelle et la place des femmes dans le porno
Nikita Bellucci a exprimé ses préoccupations concernant l’éducation sexuelle, souvent insuffisante dans de nombreux systèmes scolaires. Elle a expliqué que de nombreuses jeunes personnes, en particulier des jeunes adultes, la contactaient avec des questions sur la sexualité auxquelles elles n’avaient jamais trouvé de réponse à l’école. Cette prise de conscience l'a amenée à s'interroger sur le rôle que les actrices porno comme elle peuvent jouer dans l'éducation sexuelle,.
Elle a notamment soutenu l’idée que la pornographie pourrait avoir un rôle éducatif à jouer, si elle est réalisée de manière respectueuse et inclusive. Elle a aussi participé à des discussions sur la manière dont l’industrie du porno peut contribuer à mieux éduquer les jeunes adultes sur la sexualité. En tant qu'actrice et militante, Nikita Bellucci a participé à des projets et des discussions sur le besoin de réformer l’éducation sexuelle, en la rendant plus accessible et plus complète,.

### Engagement et prévention face à l’accès des mineurs à la pornographie
Depuis 2018, elle alerte sur la facilité avec laquelle les jeunes peuvent accéder à ces contenus, notamment sur les réseaux sociaux. Elle a notamment dénoncé la présence de vidéos à caractère zoophile et pédocriminel sur Twitter, soulignant que la plateforme ne respecte pas les lois françaises en matière de protection des mineurs.
En 2022, Nikita Bellucci a été auditionnée par la Délégation aux droits des femmes du Sénat, où elle a partagé son expérience et ses préoccupations concernant l'accès précoce des mineurs à la pornographie. Elle a insisté sur la nécessité d'une éducation à la sexualité adaptée et d'une meilleure régulation de l'accès aux contenus pour adultes.
Elle collabore également avec l'Observatoire de la parentalité et de l'éducation numérique pour sensibiliser les parents aux dangers de l'exposition des jeunes à la pornographie en ligne. Elle encourage les parents à protéger activement leurs enfants des réseaux sociaux et à discuter ouvertement de ces sujets avec eux.
Par ses actions, Nikita Bellucci œuvre pour une meilleure protection des mineurs face aux contenus pornographiques, en appelant à une responsabilité partagée entre les parents, les plateformes en ligne et les pouvoirs publics.

## Collaborations
En parallèle de son activité principale, on l’a vu prêter son image à l’occasion de projets musicaux et cinématographique :
- En 2015, elle participe au tournage de trois versions (dont une pornographique et une autre érotique) du clip du rappeur Vald, Selfie[45].
- En 2016, elle apparait dans la série Braquo, saison 4, épisode 7 : compagne de Gil Rénia[5].
- En 2018, elle fait une apparition dans le clip du titre La Même de Maître Gims en duo avec Vianney[46].
- En 2019, elle apparaît dans le clip du titre Balance ton quoi de la chanteuse belge Angèle[47],[48].
- Elle est au casting de La Maison, un film d’Anissa Bonnefont sorti en novembre 2022[49],[50].

## Buzz
En janvier 2013, Nikita Bellucci suscite un buzz médiatique en apparaissant dans l’émission Paris Dernière, au cours de laquelle elle rencontre Gérard Depardieu qui l'invite de manière impromptue sur son scooter,,.

## Vie privée
Nikita Bellucci est maman d’un enfant né en 2019 qu’elle a eu avec Ludo, son conjoint qui est également caméraman. Invitée dans l’émission Quelle époque !, elle annonce attendre de nouveau un enfant,.

## Polémiques
En 2013, Nikita Bellucci et le magazine Hot Vidéo suscitent une polémique lorsqu'ils décident de mettre en scène une fausse séquestration. L'appartement est mis sous scellés et est « fouillé par des chiens policiers ». Dans la séquence, les fans de l'actrice étaient invités à découvrir qui la séquestrait pour tenter de gagner un dîner en sa compagnie ou assister à un tournage. Les policiers de Dreux, puis de Chartres et de la police judiciaire d’Orléans ont pris l'affaire très au sérieux.

## Nominations et récompenses

### Nominations

#### AVN Awards
2014 : 
- Best Double Penetration Sex Scene
- Female foreign performer of the year

2016 :
- Best sex scene in a foreign-shot production

2018 : 
- Best sex scene in a foreign-shor production
- Female foreign performer of the year

#### XBIZ Awards
2017 :
- Foreign female performer of the year

2018 :
- Foreign female performer of the year

### Récompenses

#### XBIZ EUROPA Awards
2024 :
- Best acting "Hors Cadre" (Beyond The Frame)

#### AVN Awards
2017 :
- Best sex scene in a foreign-shot production

## Filmographie partielle

### Films pornographiques
- 2011 : Orgie gourmande, d'Hervé Bodilis
- 2011 : Blue Nights, de Jack Tyler
- 2011 : Beurettes allégées, d'Olivier Lesein (JTC)
- 2011 : Fuck V.I.P stars, de Hervé Bodilis
- 2011 : Pascal le grand frère pineur 3, de Max Antoine (Fred Coppula productions)
- 2011 : Orgy : The XXX championship, de Hervé Bodilis , Paul Thomas , Christophe Clark
- 2011 : Chasseurs de veuves, de Fred Coppula Prod
- 2012 : Fantasme #4 Bourgeoises & lesbiennes, de Marc Dorcel
- 2012 : La Journaliste, de Pascal Lucas (Marc Dorcel)
- 2012 : The Art'x, de Olivier Lesein (JTC)
- 2012 : P'tites histoires de Q, de Christian Lavil (Alkrys)
- 2012 : La Boulangère, de Tony Carrera et Yannick Perrin (Les Compères)
- 2012 : Les Coiffeuses, de Tony Carrera et Yannick Perrin (Les Compères)
- 2012 : Colocatrices, de Olivier Lesein (JTC)
- 2013 : Raw 14, de Manuel Ferrara (Evil Angel)
- 2014 : Des filles libres, de John B. Root (JBR Média)
- 2014 : Les Délires de Célia, de Jean-François Davy (Canal+)
- 2014 : Les Françaises préfèrent l'anal, de Jack Tyler (Colmax)
- 2014 : Profession hardeuses, d'Anna Polina (Colmax)
- 2015 : EquinoXe, de John B. Root (JBR Média)
- 2015 : Les Françaises kiffent les Blacks, d'Anissa Kate (Colmax)
- 2015 : Christoph's anal attraction 6, de Christophe Clark (Evil Angel)
- 2015 : Sherlock : a XXX parody, de Dick Bush (Digital Playground)
- 2016 : Des filles et du X, de John B. Root (JBR Média)
- 2016 : 40 ans, l'âge du vice, de Lisette Bailey (Marc Dorcel)
- 2016 : Bonnes et cochonnes, de David Carroll (Hot Vidéo)
- 2016 : Madame et sa soubrette, de Franck Vicomte (Marc Dorcel)
- 2016 : Le Manoir de l'amour, de Sophie Bramly (Canal+)
- 2016 : La Comptable, de Tony Carrera et Yannick Perrin (Les Compères)
- 2016 : Profs à domicile, de Tony Carrera et Yannick Perrin (Les Compères)